# جاكلين تونغ
جاكلين تونغ (بالإنجليزية: Jacqueline Tong)‏ هي ممثلة بريطانية، ولدت في 21 مايو 1951 في المملكة المتحدة.

## وصلات خارجية
- جاكلين تونغ على موقع IMDb (الإنجليزية)
- جاكلين تونغ على موقع ألو سيني (الفرنسية)
- جاكلين تونغ على موقع أول موفي (الإنجليزية)
- جاكلين تونغ على موقع قاعدة بيانات الأفلام السويدية (السويدية)
- جاكلين تونغ على موقع قاعدة بيانات الفيلم (الإنجليزية)
- جاكلين تونغ على موقع كينوبويسك (الروسية)